# Gromoboj
Gromoboj (ros. Громобой) – rosyjski krążownik pancerny z okresu wojny rosyjsko-japońskiej i I wojny światowej.

## Budowa
Był to trzeci i ostatni z linii rozwojowej rosyjskich krążowników pancernych, przeznaczonych dla służby na Dalekim Wschodzie. Stanowił dalsze rozwinięcie i ulepszenie konstrukcji krążownika „Rossija”, odróżniając się od niego przede wszystkim lepszą osłoną artylerii i zmianami w napędzie (trzy maszyny parowe o równej mocy zamiast dwóch głównych i jednej dla prędkości ekonomicznej). Mimo to, w porównaniu z zagranicznymi okrętami jego słabym punktem była ogólna koncepcja konstrukcyjna, wywodząca się jeszcze z krążownika „Riurik”, z opancerzeniem burt o małej powierzchni (pas pancerny o małej wysokości) i artylerią głównego kalibru umieszczoną w stanowiskach na burtach, przez co salwę burtową okrętu stanowiła jedynie połowa artylerii, podczas gdy na świecie już powszechnie stosowano na okrętach tej klasy główną artylerię w wieżach. Zaletą był wielki zasięg pływania, odpowiedni dla planowanych działań krążowniczych. Do 1907 okręt klasyfikowany był w Rosji jako krążownik I rangi. 
Okręt zaprojektowany i zbudowany został w stoczni Zakładów Bałtyckich w Petersburgu. Oficjalne położenie stępki miało miejsce 20 maja 1898 (7 maja według kalendarza juliańskiego), wodowano go 8 maja 1899 (26 kwietnia), budowę ukończono i okręt wszedł do służby we flocie rosyjskiej w październiku 1900.

## Służba
Okręt wszedł w skład Eskadry Oceanu Spokojnego i w lipcu 1901 został przebazowany do Władywostoku. Po drodze, w maju 1901 złożył kurtuazyjną wizytę w Australii z okazji ceremonii zwołania pierwszego parlamentu federalnego.
Podczas wojny japońsko-rosyjskiej wchodził w skład władywostockiego oddziału krążowników. Wraz z dwoma pozostałymi krążownikami pancernymi budowy Zakładów Bałtyckich prowadził działania rajderskie na japońskich liniach komunikacyjnych. Odniósł uszkodzenia w bitwie pod Ulsan z japońskimi krążownikami 14 sierpnia 1904 (91 zabitych, 185 rannych). Podczas remontu działa 75 mm zastąpiono 6 działami 152 mm (według innych źródeł 4). Podczas dalszych działań wojny, nie uczestniczył w starciach, podobnie jak pozostałe władywostockie krążowniki. 24 maja 1905 został uszkodzony na minie koło wyspy Russkij, po czym był remontowany do września. 
Po wojnie został przebazowany w kwietniu 1906 na Morze Bałtyckie. Do 1911 przechodził remont kapitalny w Kronsztadzie. Brał udział w I wojnie światowej, bazując na Bałtyku. Był już wówczas przestarzały i nie uczestniczył w starciach z flotą niemiecką. Między innymi, uczestniczył w operacjach minowania. W latach 1915–1916 został przezbrojony i wzmocniono jego artylerię główną do 6 dział 203 mm (w miejsce dwóch dział 152 mm w kazamatach). Po bolszewickiej rewolucji październikowej w Rosji, w listopadzie 1917 przeszedł z Helsinek do Kronsztadu (pochód ten posłużył za wzór dla późniejszego „lodowego pochodu” sił głównych Floty Bałtyckiej). W 1918 okręt odstawiono do rezerwy. W 1922 został sprzedany na złom do Niemiec, ale podczas holowania został wyrzucony na brzeg w awanporcie w Lipawie i rozbił się, po czym został następnie rozebrany na miejscu. 

## Dane techniczne
- zapas paliwa: 1756 t (normalnie) – 2400 t (maksymalnie) węgla

### Uzbrojenie

#### 1900–1904
- 4 działa kalibru 203 mm Canet w kazamatach na dziobie i odkrytych stanowiskach na rufie
  - długość lufy L/45 (45 kalibrów), masa pocisku 88 kg, donośność 11 850 m,
- 16 dział kaliber 152 mm Canet w kazamatach oraz stanowiskach na dziobie i rufie
  - długość lufy L/45 kalibrów, masa pocisku 41,5 kg, donośność 11 100 m
- 24 działa 75 mm Canet (L/50)
- 12 dział 47 mm Hotchkiss
- 18 dział 37 mm Hotchkiss
- + 2 działa 63,5 mm Baranowskiego dla oddziałów desantowych
- 2 ckm 7,62 mm Maxim
- 4 stałe wyrzutnie torpedowe 381 mm
- 2 kutry parowe z wyrzutniami min kalibru 254 mm

#### 1915–1919
- 6 dział kalibru 203 mm Canet w kazamatach i odkrytych stanowiskach
- 20 dział kaliber 152 mm Canet (L/45)
- 4 działa 75 mm (L/50)
- 4 działa 47 mm Hotchkiss
- 2 ckm 7,62 mm Maxim
- 2 stałe wyrzutnie torpedowe 457 mm (podwodne)
- 200 min

### Opancerzenie
(stal Harveya)
- pas burtowy: 152 mm (długość x wysokość – 91,5 x 2,36 m)
- pokład pancerny: 37–76 mm
- kazamaty: 121 mm (51 mm od góry)
- stanowisko dowodzenia: 305 mm
- ogólna masa pancerza – 2097 t (17% konstrukcji)